# Redigobius dispar
Redigobius dispar és una espècie de peix de la família dels gòbids i de l'ordre dels perciformes. Va ser descrit per Wilhelm C.H. Peters el 1868.

## Morfologia
- Els adults poden assolir fins a 5,5 cm de longitud total.[2][3]

## Hàbitat
És un peix de clima tropical i bentopelàgic.

## Distribució geogràfica
Es troba a les Filipines, Indonèsia i la Micronèsia.

## Observacions
És inofensiu per als humans.